# 크레오다
크레오다 (?~534)는 웨식스 초기 역사에서 존재 여부의 논란이 있는 인물로, 유일하게 앵글로색슨 연대기에서 서문에 그 이름만이 잠깐 언급되어 있는 인물이다. 연대기에서는 크레오다가 체르디치의 아들이며, 킨리치의 아버지라고 묘사하고 있다. 그러나 연대기의 본문에서는 크레오다와 관련되어 있는 어떤 언급도 다 생략이 되어버린 채 킨리치를 체르디치의 아들이라고 묘사했다. 크레오다는 체르디치가 죽은 직후 잠깐 동안은 웨식스를 통치했을지도 모르지만, 대개 학자들은 크레오다가 연대기의 서문에 잘못 표기가 된 것으로 치부되고 있다.